# المخينيق - ليث (حورة)
'

تعديل مصدري - تعديل

المخينيق - ليث هي إحدى قرى عزلة حوره بمديرية حورة التابعة لمحافظة حضرموت، بلغ تعداد سكانها 219 نسمة حسب تعداد اليمن لعام 2004.